# Sospèira
Souspierre és un municipi francès situat al departament de la Droma i a la regió d'Alvèrnia-Roine-Alps. L'any 2007 tenia 102 habitants.

## Demografia

### Població
El 2007 la població de fet de Souspierre era de 102 persones. Hi havia 47 famílies de les quals 8 eren unipersonals (4 homes vivint sols i 4 dones vivint soles), 27 parelles sense fills i 12 parelles amb fills.
La població ha evolucionat segons el següent gràfic:
Habitants censats

### Habitatges
El 2007 hi havia 61 habitatges, 45 eren l'habitatge principal de la família, 13 eren segones residències i 3 estaven desocupats. 57 eren cases i 4 eren apartaments. Dels 45 habitatges principals, 41 estaven ocupats pels seus propietaris, 2 estaven llogats i ocupats pels llogaters i 2 estaven cedits a títol gratuït; 2 tenien dues cambres, 9 en tenien tres, 12 en tenien quatre i 22 en tenien cinc o més. 44 habitatges disposaven pel capbaix d'una plaça de pàrquing. A 20 habitatges hi havia un automòbil i a 23 n'hi havia dos o més.

### Piràmide de població
La piràmide de població per edats i sexe el 2009 era:
| Homes | Edats   | Dones |
| ----- | ------- | ----- |
| 0     | 95 o +  | 0     |
| 0     | 90 a 94 | 4     |
| 0     | 85 a 89 | 0     |
| 0     | 80 a 84 | 4     |
| 4     | 75 a 79 | 0     |
| 4     | 70 a 74 | 4     |
| 0     | 65 a 69 | 0     |
| 4     | 60 a 64 | 4     |
| 4     | 55 a 59 | 4     |
| 4     | 50 a 54 | 0     |
| 0     | 45 a 49 | 0     |
| 4     | 40 a 44 | 0     |
| 4     | 35 a 39 | 4     |
| 0     | 30 a 34 | 4     |
| 0     | 25 a 29 | 0     |
| 0     | 20 a 24 | 4     |
| 0     | 15 a 19 | 0     |
| 0     | 10 a 14 | 0     |
| 8     | 5 a 9   | 0     |
| 4     | 0 a 4   | 4     |

## Economia
El 2007 la població en edat de treballar era de 56 persones, 38 eren actives i 18 eren inactives. De les 38 persones actives 35 estaven ocupades (20 homes i 15 dones) i 4 estaven aturades (1 home i 3 dones). De les 18 persones inactives 11 estaven jubilades, 2 estaven estudiant i 5 estaven classificades com a «altres inactius».
Activitats econòmiques
Dels 10 establiments que hi havia el 2007, 3 eren d'empreses de fabricació d'altres productes industrials, 2 d'empreses de construcció, 2 d'empreses de comerç i reparació d'automòbils, 1 d'una empresa d'hostatgeria i restauració, 1 d'una empresa de serveis i 1 d'una empresa classificada com a «altres activitats de serveis».
L'any 2000 a Souspierre hi havia 8 explotacions agrícoles que ocupaven un total de 168 hectàrees.

## Poblacions més properes
El següent diagrama mostra les poblacions més properes.